# حسين موسوي (جهاد)
حسين موسوي (بالفارسية: سیدحسین‌موسوی) هي قرية تقع في إيران في قسم جهاد الريفي. يقدر عدد سكانها بـ 886 نسمة بحسب إحصاء 2016.